# L'Enfant au masculin
L’Enfant au masculin («A infância em masculino») é um ensaio do escritor francês Tony Duvert, publicado em 1980. Juntamente com O sexo bem comportado (1974), é o ensaio onde Tony Duvert expressa com mais força as suas ideais sobre a sexualidade e a pedofilia. É um dos livros teóricos de política sexual mais importantes e radicais publicados até hoje na França. Foram publicadas edições do livro em inglés e italiano.

## Idéias principais
Em L’Enfant au masculin, Tony Duvert analisa e denuncia o que ele considera a perpetuação de uma dominação moral e de «cultura sexual» sobre homossexuais, pedófilos e crianças, o que o autor chama de «heterocracia», um autoritarismo que viria ser exercido tanto por heterossexuais masculinos como femininos, pais e mães, conservadores e progressistas. 
Tony Duvert defende que as relações sexuais entre um homem adulto e um menino dependem da homossexualidade do menor e que a repressão da pedofilia faz parte integrante da persecução dos homossexuais: 
Diante disso, Tony Duvert reclama o reconhecimento do que ele considera o direito natural dos menores de terem uma vida sexual: 
Em relação à questão do consentimento, Tony Duvert escreve: 
Tony Duvert questiona o direito dos heterossexuis de «se reproduzir» nos seus filhos:
A autêntica liberação do amor, do comportamento e do pensamento passa, segundo Duvert, pela abolição desse direito e pela desaparição dos «heterocratas»:
[...]
A sexualidade não é competência da moral pública: esse é o único princípio que deve ser estabelecido. 
[...] 
Duvert denuncia a «necessidade feminina de poder sobre a criança», a «heterocracia», isto é, o «totalitarismo» que representa, segundo ele, a heterossexualidade erigida como norma, e a bissexualidade (masculina), que ele chama de «armadilha para bucetas».